# 11020 Orwell
A 11020 Orwell (ideiglenes jelöléssel 1984 OG) a Naprendszer kisbolygóövében található aszteroida. Antonín Mrkos fedezte fel 1984. július 31-én.
Nevét George Orwell (1903–1950) angol író után kapta.